# Tomáš Špidlík
Tomáš Špidlík, S.J. (Boskovice, 17 december 1919 – Rome, 16 april 2010) was een Tsjechisch kardinaal. In 1939 trad hij toe tot de jezuïeten. Na een studie theologie aan het Canisianum in Maastricht werd Špidlík daar in 1949 tot priester gewijd. Eerder had hij zijn studies vanwege de nazibezetting moeten onderbreken. In 1951 werd hij medewerker van Radio Vaticaan, hij werd er belast met de preken in het Tsjechisch. Hij werkte ook voor de Romeinse Curie, meer bepaald voor de Congregatie voor de Heilig- en Zaligsprekingsprocessen en voor de Congregatie voor de Oosterse Kerken en doceerde aan de Pauselijke Universiteit Gregoriana.
In 2003 werd hij kardinaal-diaken gecreëerd. Hij kreeg de Sant'Agata dei Goti als titeldiakonie. Wegens zijn leeftijd was hij echter niet meer stemgerechtigd.
- Biblioteca Nacional de España: XX1030813
- Bibliothèque nationale de France: cb119253369 (data)
- Gemeinsame Normdatei: 118751948
- International Standard Name Identifier: 0000 0001 2124 4467
- Library of Congress Control Number: n84214856
- Nationale Bibliotheek van Tsjechië: jn19990218115
- Nationale Bibliotheek van Israël: 987007268354705171
- Nederlandse Thesaurus van Auteursnamen: 072030011
- Istituto Centrale per il Catalogo Unico: CFIV042688
- Système universitaire de documentation: 027146146
- Virtual International Authority File: 24608237
- WorldCat: E39PBJdMb8YVjJ4kTqtprHYpT3